# Augusto Monterroso
Augusto Monterroso Bonilla (Tegucigalpa, 21 de diciembre de 1921-Ciudad de México, 7 de febrero de 2003), conocido como Tito Monterroso, fue un escritor hondureño, nacionalizado guatemalteco y exiliado en México. Es considerado uno de los maestros de la minificción y, de forma breve, abordó temáticas complejas y fascinantes. Fue miembro de la academia hondureña de la lengua.

## Biografía

### Primeros años
Nació el 21 de diciembre de 1921 en Tegucigalpa, Honduras. Fue hijo del guatemalteco Vicente Monterroso y de la hondureña Amelia Bonilla. Pasó su infancia y adolescencia en Guatemala, país que consideró clave en su formación, y al que él mismo consideró su patria:

El medio y la época en que me formé, la Guatemala de los últimos treinta y los primeros cuarenta, del dictador Jorge Ubico y sus catorce años de despotismo no ilustrado, y de la Segunda Guerra Mundial, contribuyeron sin duda a que actualmente piense como pienso y responda al momento presente en la forma que lo hago.

Al estallar en 1944 las revueltas contra el entonces dictador guatemalteco Jorge Ubico, Monterroso desempeñó un activo papel, Junto con su amigo Francisco Catalán, publicó un periódico crítico de la dictadura, El Espectador, que repartía de mano en mano.
Ello lo llevó a la cárcel al tomar el poder el general Federico Ponce Vaides. Sin embargo, en septiembre de ese mismo año, Monterroso logró escapar de prisión y pidió asilo político en la embajada de México.

### Exiliado en México, Bolivia y Chile
Tras la Revolución de Octubre en Guatemala de 1944, encabezada por Jacobo Arbenz, Monterroso fue designado para un cargo en el consulado de Guatemala en México, donde permaneció hasta 1953. 
Monterroso se encontró a un grupo de exiliados centroamericanos, entre los que se encontraba Fedro Guillén; gracias a él obtuvo trabajo como corrector de estilo en la editorial Séneca. Además, acudió a algunas clases de la Facultad de Filosofía y Letras de la UNAM. En el café de la Facultad trabó amistad con Juan Rulfo, Juan José Arreola y Rosario Castellanos, quienes serán claves para el desarrollo de su propia obra: le aportaron nuevas lecturas (Arreola a Baudelaire y Mallarmé); publicaron sus primeras plaquettes (también Arreola publicó a Monterroso en Los Epígrafes y Los Presentes). Rulfo fue su representante legal la primera vez que contrajo nupcias, con Dolores Yáñez, y Rosario Castellanos fue la madrina de su segunda boda, con Milena Esguerra.
En 1953 se casó con la mexicana Dolores Yáñez, con quien tiene una hija, Marcela. 
Tras la caída de Arbenz –y después de una breve estancia en La Paz, Bolivia– se exilió en Chile, para luego retornar a México en 1956, país en el que se estableció definitivamente, escribió y publicó toda su obra literaria.

### Trayectoria literaria
En 1959, publicó su primer libro: Obras completas y otros cuentos; conjunto de incisivas narraciones donde comenzaron a notarse los rasgos fundamentales de su narrativa: una prosa concisa, breve, aparentemente sencilla que sin embargo está llena de referencias cultas, así como un magistral manejo de la parodia, la caricatura, y el humor negro.
Su microrrelato El dinosaurio ("Cuando despertó, el dinosaurio todavía estaba allí") se consideraba el microrrelato más breve de la literatura universal hasta la aparición de El emigrante, de Luis Felipe Lomelí. Este se ha incluido en una docena de antologías y se ha traducido a varios idiomas, además de tener una edición crítica de Lauro Zavala titulada El dinosaurio anotado. Con razón, Monterroso aseveró sobre este microrrelato que «sus interpretaciones eran tan infinitas como el universo mismo».[cita requerida]
En 1962, se casa con Milagros Esguerra, colombiana y madre de su segunda hija, María, que nace en 1966. En 1976, contrae matrimonio con la escritora mexicana Bárbara Jacobs con quien se instala en una casa de la calle Rafael Checa del barrio de Chimalistac de la capital mexicana.
En 1970, Monterroso ganó el Premio Magda Donato y en 1975 el Premio Xavier Villaurrutia por su poemario Las ilusiones perdidas: antología personal, y en 1988 se le entregó la Condecoración del Águila Azteca, por su aporte a la cultura de México. Fue además galardonado con el Premio FIL de Literatura en Lenguas Romances (México) en 1996 y en 1997 el Ministerio de Cultura y Deportes de Guatemala le otorgó el Premio Nacional de Literatura Miguel Ángel Asturias. Por último, en 2000 se le fue concedido el Premio Príncipe de Asturias de las Letras en reconocimiento a toda su trayectoria literaria. En propias palabras del jurado:

Su obra narrativa y ensayística constituye todo un universo literario de extraordinaria riqueza ética y estética, del que cabría destacar un cervantino y melancólico sentido del humor. (...) Su obra narrativa ha transformado el relato breve.

### Fallecimiento
Monterroso falleció de un paro cardíaco el 7 de febrero de 2003, a los 81 años. En 2008, su esposa, la escritora mexicana Bárbara Jacobs, donó su legado artístico a la Universidad de Oviedo.

## Obra

### Novelas
- 1978: Lo demás es silencio

### Cuentos
- 1959: Obras completas (y otros cuentos)
- 1969: La oveja negra y demás fábulas[13]
- 1983: El grillo maestro

### Ensayos
- 1998: La vaca
- 2002: Pájaros de Hispanoamérica
- 2003: Literatura y vida

### Otros
- 1972: Movimiento perpetuo
- 1981: Viaje al centro de la fábula
- 1983: La palabra mágica
- 1987: La letra e. Fragmentos de un diario
- 1992: Esa fauna
- 1993: Los buscadores de oro

### Antologías
- 1985: Las ilusiones perdidas. Antología personal
- 1996: Cuentos, fábulas y lo demás es silencio
- 1998: Antología del cuento triste
- 2013: El paraíso imperfecto. Antología tímida

## Premios y reconocimientos
- 1970: Premio Magda Donato
- 1975: Premio Xavier Villaurrutia por Antología personal[10]
- 1979: Miembro correspondiente de la Academia Hondureña de la Lengua
- 1988: Condecoración del Águila Azteca
- 1996: Premio FIL de Literatura en Lenguas Romances
- 1997: Premio Nacional de Literatura Miguel Ángel Asturias
- 2000: Premio Príncipe de Asturias de las Letras[11]